# Wanderley Felipe
Wanderley Felipe (São Paulo, 17 de março de 1957), também conhecido pelo pseudônimo Vanderfel ou Wanderfel, é um quadrinista, colorista brasileiro. Começou sua carreira nos anos 1970 na editora Minami & Cunha de Minami Keizi e Carlos da Cunha, por sugestão de Keizi, se tornou aluno de Ignácio Justo, famoso quadrinista de aventuras, guerra e terror. Em 1976, apresentou portfólio a Paulo Hamasaki, diretor de arte da Editora Noblet, que encomendou histórias curtas publicadas nas revistas da editora. No estúdio de Ely Barbosa, fez arte-final de personagens da Hanna-Barbera  para a Rio Gráfica Editora. Nos anos 1980, criou a tira cômica Taturana Tulipa, quando passou a usar seu pseudônimo, em 1990, para a Editora Ninja,  criou o character design e ilustrou algumas história do Pequeno Ninja, criado em parceria com Tony Fernandes.
Também criou, ao lado de Franco de Rosa, as HQs Gnomo Wagnel, Filhotes Dálmatas, Super Gêmeas e Opera Bar, em 1998, na Editora Mythos, integrou a equipe da revista Oscarzinho, versão infantil do ex-jogador de basquete Oscar Schmidt, idealizada por Franco de Rosa.
Em 2001, publicou a HQ no estilo mangá Gárgula nas páginas da revista "Mangá X" da Editora Escala, na mesma editora, publicou na revista "Hentai X", inspirada  mangás eróticos.
Em 2002, a pedido de Paulo Paiva, criou tiras baseadas no humorista Ary Toledo, publicada pela Opera Graphica (usando o a razão social Editoractiva). Em 2004, coloriu em tons de cinza, a HQ em estilo mangá "Nosferatus" de Arthur Garcia, publicada pela Opera Graphica. Em 2005, Wanderley ganhou o Prêmio Angelo Agostini na categoria "melhor desenhista". Publicou quadrinhos para adultos no site Pop Balões.  Na década seguinte, roteirizou, ilustrou, arte-finalizou e aplicou retículas em histórias da versão em quadrinhos no estilo mangá do personagem Didi Mocó de Renato Aragão em Os Trapalhões e sua filha Lili (Lívian Aragão) publicadas na revista Didi & Lili - Geração Mangá, também idealizada por Franco de Rosa.